# Anton Träg
Anton Träg (* 11. Juni 1819 in Schwechat; † 7. Juli 1860 in Wien) war ein österreichischer Cellist und Komponist.

## Leben
Anton Träg studierte von 1834 bis 1841 bei Joseph Merk am Konservatorium der Gesellschaft der Musikfreunde in Wien. Anschließend ging er nach Prag und unterrichtete von Februar 1845 bis Mai 1852 am dortigen Konservatorium. Er trat als Solist auf und war auch Mitglied eines Streichquartetts. Ab 1851 war er im Wiener Hofopernorchester (Wiener Philharmoniker) tätig. Träg starb 1860 im 9. Wiener Gemeindebezirk Alsergrund an Tuberkulose.

## Werke
- Kompositionen für Violoncello (Romanze, Rondo brillant, Nocturne „Der Traum“)
- Concertino mit Orchester